# Brina Jež Brezavšček
Brina Jež Brezavšček, slovenska skladateljica in pedagoginja, * 11. marec 1957, Ljubljana.

## Življenjepis
Skladateljica Brina Jež Brezavšček je svojo glasbeno pot pričela s klavirjem. Kot obetavna pianistka je tako leta 1977 osvojila prvo mesto in zlato nagrado na Republiškem tekmovanju mladih pianistov. Študirala je muzikologijo, iz kompozicije pa je l.1981  diplomirala na Akademiji za glasbo v Ljubljani v razredu Uroša Kreka.  Študijsko se je izpopolnjevala na mednarodnih tečajih, za klavirsko igro v Pecsu (1974), za kompozicijo v Grožnjanu (1978) in Darmstadtu (1984), za elektroakustično glasbo v Beogradu (1985) in Grazu (1988). Leta 1994 je bila povabljena k realizaciji skladb v elektronskem studiu CIRM v Nici in istega leta še v elektronski studio GRM v Parizu. 
Njene skladbe so bile izvajane na Tribunah glasbenega ustvarjanja v Opatiji, Slovenskih glasbenih dnevih ter Nočeh slovenskih skladateljev, Kogojevih dnevih v Kanalu, Festivalu Radovljica, Festivalu komorne glasbe Radenci, koncertih v organizaciji društva Muzina, na Glasbenem biennalu v Zagrebu, na svetovnem muzikološkem in skladateljskem srečanju Arbeitstagung v Darmstadtu, na Musikmonatu v Baslu, na Mittelfestu v Čedadu, na Rostrumu v Parizu, na avtorskem večeru v Nici, na Musici Danubiani v Romuniji, na Musici femini v Muenchnu (1998), na Festivalu IMEB v Bourgesu (2005), Stuttgartu, Schleiningenu, Bruslju, Benetkah, Seattlu, Washingtonu itd. Njenemu delu je svojstvena različnost iskanja. V zadnjem času se torišče njenega zanimanja odpira navzven, s spoštovanjem do človekove celovitosti in materialnega ter duhovnega okolja.
Poleg skladanja se je udejstvovala tudi kot pianistka z izvajanjem svojih del ter v duu s soprogom Brankom Brezavščkom ter kot glasbena publicistka v različnih medijih, pri čemer je od leta 2004 do leta 2006  redno pisala prispevke kritiških ocen za časopis Delo.
Prejela je Kozinovo nagrado Društva slovenskih skladateljev za zaokrožen komorni opus (2025).
Njen oče je bil slovenski skladatelj Jakob Jež.